# Zaragoza (Antioquia)

Bandeira de Zaragoza.

Localização de Zaragoza, no departamento de Antioqua.

Zaragoza é uma cidade e município da Colômbia, no departamento de Antioquia. Dista 259 quilômetros de Medellín, a capital do departamento, e tem uma superfície de 1.064 quilômetros quadrados.
Seu nome é uma homenagem à Zaragoza, a capital da comunidade autônoma de Aragão e da província de Zaragoza, na Espanha.